# Stare Czaple (województwo pomorskie)
Stare Czaple (kaszub. Stôré Czaple) – wieś w Polsce, w województwie pomorskim, w powiecie kartuskim, w gminie Stężyca. Położona na Kaszubach, w pobliżu Jeziora Ostrzyckiego na obszarze Kaszubskiego Parku Krajobrazowego. 
Stare Czaple są częścią sołectwa Czaple, w skład którego wchodzą także wieś Nowe Czaple i jej część Czapielski Młyn. Na północ od Starych Czapli znajduje się jezioro Bukrzyno Małe.
Stare Czaple 31 grudnia 2011 r. miały 114 stałych mieszkańców.
W latach 1975–1998 miejscowość położona była w województwie gdańskim.